# VV Blauw Rood '20
VV Blauw Rood '20 (opgericht 26 mei 2020) is een Nederlandse amateurvoetbal club afkomstig uit Bolsward.
De club ontstond nadat de fusieclub SC Bolsward stopte met het zondagvoetbal en voormalige leden van de zondagclubs CAB en RES het zondagvoetbal behouden wilden zien. "Blauw Rood" verwijst naar de twee club kleuren van respectievelijk RES  en CAB.
De club is uitkomend in de Vijfde klasse B van het KNVB-district Noord.